# Erik Theodor Christian von Freiesleben
Erik Theodor Christian von Freiesleben (18. april 1892 i Aarhus – 29. januar 1979 i Snekkersten) var en dansk officer og kammerherre.
Han var søn af oberst og kammerherre Theodor Freiesleben og hustru Pauline født Hollesen, blev student fra Aalborg Katedralskole 1910, premierløjtnant i fodfolket 1914, adjudant ved 19. bataljon 1917-19, ved 5. regiment 1919-21, lærer ved fodfolkets kornetskole 1922-24, inspektionsofficer ved Hærens Officersskole 1926-29, kaptajn 1927, kompagnichef ved 11. bataljon 1929-33, adjudant hos kong Christian X 1933-36, oberstløjtnant 1936, chef for 12. bataljon 1936-39, for 18. bataljon 1939-41, chef for fodfolkets sergent- og oversergentskole 1941-43, garnisonskommandant i Sønderborg 1940-43, chef for H.M. kongens adjudantstab 1943-55, oberst 1944 og fik afsked 1955.
Han var Kommandør af 1. grad af Dannebrogordenen, Dannebrogsmand og bar Hæderstegnet for god tjeneste ved Hæren og udenlandske ordener.
Freiesleben blev gift 25. september 1917 med Sofie Nelly Isaksen (16. marts 1897 i Stavanger - ?), datter af grosserer Mons Isaksen (død 1928) og hustru Louise født Waage (død 1937).